# 拉则滩遗址
拉则滩遗址，位于中国青海省尖扎县康扬乡格曲村，为青海省市县级文物保护单位，公布日期为1986年9月16日，类型为古遗址。
拉则滩遗址的历史年代为齐家文化、卡约文化、唐汪式。